# Adrian Ursache
Adrian Virgil Ursache (né le 1er novembre 1974 en Roumanie) est une personnalité médiatique allemande, devenue activiste d'extrême droite. Il est élu Mister Germany en 1998, puis travaille comme entrepreneur et se tourne vers le Mouvement des citoyens du Reich en 2014. En 2016, il blesse un policier lors d'une fusillade, pour laquelle il est condamné à sept ans de prison en 2019 pour tentative de meurtre.

## Biographie
Adrian Ursache commence une formation de mécanicien automobile à Câmpulung Moldovenesc et la poursuit en Allemagne. Il effectue ensuite son service civil à Berlin en 1997 et 1998 en s'occupant de personnes lourdement handicapées. Ursache s'installe à Berlin et se convertit à l'islam par amour pour Yasemin Mansoor, Miss Germany 1994, qu'il rencontra à l'anniversaire des 18 ans de la femme. Il est ensuite élu Mister Germany.
Adrian Ursache obtient un diplôme en commerce international à l'Université des sciences appliquées d'Anhalt, qu'il complète avec un Master of Business Administration. Après ses études, il travaille dans la vente pour diverses sociétés de téléphonie mobile. Il se lance ensuite dans l'industrie solaire en tant qu'associé et investisseur et fonde Dima Da Energie GmbH.
En 2003, Ursache épouse Sandra Hoffmann (de), Miss Germany 2000. Le mariage donne deux fils. En 2019, le journal Bild rapporte que le couple s'est séparé.

## Radicalisation
En 2014, Adrian Ursache refuse de répondre à de nombreuses demandes de paiement de l'État et du secteur privé, s'élevant à environ 150 000 euros, sa propriété fait l'objet d'une vente judiciaire. Il fonde alors un pseudo-État "Ur" sur sa propriété et celle de sa belle-famille à Reuden. Ce geste le fait paraître comme un membre du Mouvement des citoyens du Reich. Cependant, Ursache nie en faire partie. Il ne soumet pas non plus aux demandes répétées de quitter la zone. Le nouveau propriétaire demande donc l'expulsion auprès du tribunal de district de Zeitz.
La propriété est évacuée par un huissier de justice. Une semaine avant l'expulsion, Ursache met en ligne une vidéo dans laquelle il révèle des informations personnelles sur l'huissier et menaçait de « massacrer quiconque » oserait entrer dans son État dans le but d'être expulsé. L'huissier est alors sous protection policière.
Après l'échec d'une première tentative d'expulsion la veille en raison du rassemblement de dizaines de sympathisants et de membres de la famille Ursache dans la propriété, la police de Saxe-Anhalt fournit une assistance administrative et se déploie à Reuden le 25 août 2016 avec deux cents personnes, dont la Spezialeinsatzkommando. Un échange de coups de feu se produit lors de l'évacuation. Adrian Ursache tire au visage d'un officier avec un revolver. La balle ricoche sur la visière de son casque et blesse le policier au cou. Ursache est abattu et transporté par avion à l'hôpital universitaire de Leipzig avec des blessures graves. Selon une porte-parole de la police, les policiers furent bombardés, entre autres, de pavés par les partisans d'Ursache. L'un de ses partisans est Wolfgang Plan, qui peu après tirera sur un policier du SEK lors d'une opération de police dans sa maison à Georgensgmünd.

## Procès
Le ministère public enquête d'abord sur Ursache pour tentative d'homicide involontaire et porte plainte contre lui en avril 2017 pour tentative de meurtre associée à des lésions corporelles dangereuses, rébellion et violations de la loi sur les armes. L'enquête pour savoir qui a tiré le premier coup de feu est en cours à ce stade.
Le procès pour tentative de meurtre s'ouvre le 9 octobre 2017 au tribunal régional de Halle. Après qu'Ursache perturbe l'audience, le juge qui préside demande un rapport psychiatrique à un expert présent afin de déterminer son aptitude à subir son procès. Au cours du procès, l'avocat Martin Kohlmann (de) se joint aux deux défenseurs publics en tant que troisième avocat de la défense. Le 17 avril 2019, Ursache est condamné à sept ans de prison pour tentative de meurtre, coups et blessures, rébellion et possession illégale d'une arme à feu et de munitions. Le recours est rejeté par la Cour fédérale le 7 mai 2020. Le jugement est donc juridiquement applicable.